# Leo Pitscheider
Leo Pitscheider (15 marzo 1976) è un ex hockeista su ghiaccio italiano.

## Carriera

### Club
Pitscheider, cresciuto ad Ortisei, ha giocato per quasi tutta la sua carriera con l'HC Gardena, disputando cinque stagioni in massima serie (considerando anche la stagione 1996-1997, quando il Gardena disputò dapprima la serie A2, vincendola, e poi la massima serie).
Quando la squadra sospese le attività seniores a seguito di problemi finanziari aggravati dalla chiusura del palazzo del ghiaccio di Ortisei, Pitscheider rimase fermo fino al 2000, quando chiese ed ottenne di essere svincolato d'ufficio dalla federazione, accordandosi con il WSG Stilfes-Stilves che disputava la serie C. Ne nacque un contenzioso tra la squadra gardenese (nel frattempo divenuta HC Gherdëina), che reputava illegittimo lo svincolo, e la FISG, risolta con un lodo arbitrale in favore di quest'ultima.
Dopo una stagione con la maglia del Bressanone in seconda serie, tornò al Gherdëina (sempre in seconda serie), con cui chiuse la carriera nel 2003.

### Nazionale
Ha vestito le maglie tanto dell'Italia under 18 che dell'Italia under 20, disputando rispettivamente due edizioni del campionato europeo U-18 (uno di massima serie ed uno di gruppo B) e due edizioni del campionato mondiale U-20 (entrambi di bruppo B).

## Palmarès

### Club
- Serie A2: 1

Gardena: 1996-1997